# Estadio João Cardoso
El Estadio João Cardoso es un estadio de fútbol ubicado en la ciudad de Tondela, Distrito de Viseu, Portugal. El recinto se inauguró el 27 de mayo de 2008 y posee una capacidad para 5.000 espectadores. Es utilizado por el Clube Desportivo de Tondela que milita en la Primeira Liga.

## Historia
De 1933 a 1990, el estadio João Cardoso se conoció como 'Campo deportivo do Pereiro'. El 8 de diciembre de 1990, el club cambió el nombre de su estadio en honor a João Cardoso, el hombre que cedió el terreno al Clube Tondela para la construcción de su campo. En esa fecha, se realizó una ceremonia de homenaje a João Cardoso en las personas de sus hijos, Dr. Adriano Cardoso e D.ª Felícia Cardoso, además de la presencia de socios y simpatizantes.
Con el ascenso del Tondela a la Primeira Liga, el estadio necesitaba ser remodelado para poder jugar los partidos del campeonato en casa y aumentó su capacidad para 5.000 espectadores.
El Complejo Deportivo del Estadio João Cardoso fue inaugurado con sus nuevas instalaciones el 27 de mayo de 2008, con un entrenamiento público de la Selección Portuguesa, durante su preparación para la Eurocopa 2008.
La mayor asistencia de público al estadio se registró el 21 de mayo de 2017 en el partido de la Primiera Liga entre CD Tondela y Sporting Braga (2-0) con 4.987 espectadores.

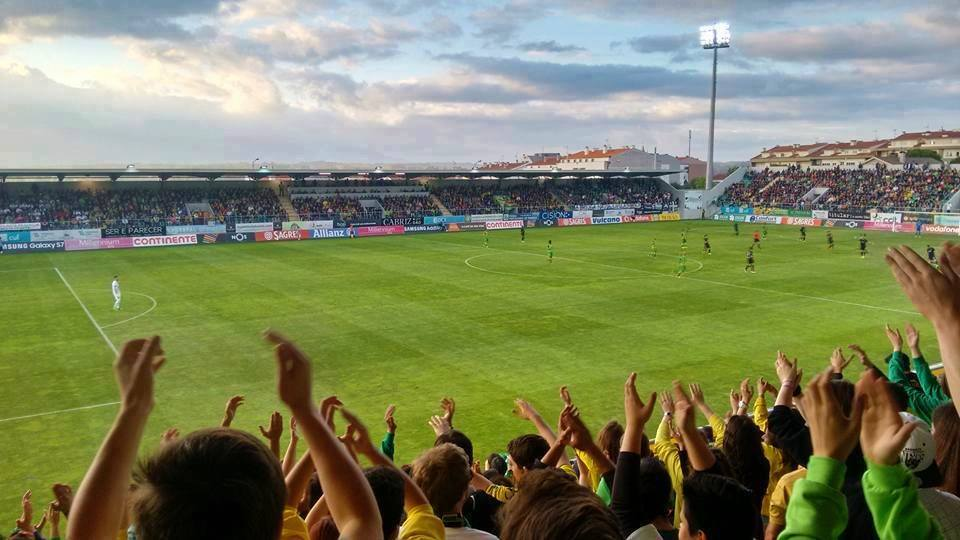